# Patrick Doyle
Patrick Doyle, spesso citato come Pat Doyle (Uddingston, 6 aprile 1953), è un compositore scozzese.

## Carriera
Nel 1975 ottiene il diploma della Royal Scottish Academy of Music and Drama a Glasgow, dove ha studiato canto e pianoforte. Scrive la prima colonna sonora nel 1978 e in seguito compone musica per produzioni radiofoniche, televisive, teatrali e cinematografiche.
Nel 1987 si unisce come compositore e direttore musicale alla Renaissance Theatre Company, compagnia teatrale fondata da Kenneth Branagh, realizzando la colonna sonora de La dodicesima notte, opera shakespeariana diretta dallo stesso Branagh. Per tutto l'anno successivo segue la compagnia, realizzando la musica per tutti gli spettacoli teatrali messi in scena.
Nel 1991 Doyle scrive la colonna sonora del film L'altro delitto, diretto sempre da Branagh, e ottiene una prima candidatura al Golden Globe. Nel 1995, la sua colonna sonora per il film Ragione e sentimento gli vale una seconda candidatura per il Golden Globe e la prima per il Premio Oscar, seguita da una seconda l'anno successivo, realizzando la musica per un altro film di Kenneth Branagh, Hamlet.
Nel novembre 1997 gli viene diagnosticata la leucemia, dalla quale però si riprende. Nel 2005 riceve il testimone da John Williams nella composizione della musica per la serie di film di Harry Potter, realizzando la colonna sonora del quarto capitolo, Harry Potter e il calice di fuoco.
Vive nel Surrey con la moglie Lesley Howard e i quattro figli.

## Filmografia

### Cinema
- Enrico V (Henry V), regia di Kenneth Branagh (1989)
- Naufragio (Haakon Haakonsen), regia di Nils Gaup (1990)
- L'altro delitto (Dead Again), regia di Kenneth Branagh (1991)
- Indocina (Indochine), regia di Régis Wargnier (1992)
- Tir-na-nog (È vietato portare cavalli in città) (Into the West), regia di Mike Newell (1992)
- Molto rumore per nulla (Much Ado About Nothing), regia di Kenneth Branagh (1993)
- Cose preziose (Needful Things), regia di Fraser Clarke Heston (1993)
- Carlito's Way, regia di Brian De Palma (1993)
- Exit to Eden, regia di Garry Marshall (1994)
- Frankenstein di Mary Shelley (Frankenstein), regia di Kenneth Branagh (1994)
- Una donna francese (Une femme française), regia di Régis Wargnier (1995)
- La piccola principessa (A Little Princess), regia di Alfonso Cuarón (1995)
- Ragione e sentimento (Sense and Sensibility), regia di Ang Lee (1995)
- Scambio di identità (Mrs. Winterbourne), regia di Richard Benjamin (1996)
- Hamlet, regia di Kenneth Branagh (1996)
- Donnie Brasco, regia di Mike Newell (1997)
- Paradiso perduto (Great Expectations), regia di Alfonso Cuarón (1998)
- La spada magica - Alla ricerca di Camelot (Quest for Camelot), regia di Frederik Du Chau (1998)
- Est-ovest - Amore-libertà (Est - Ouest), regia di Régis Wargnier (1999)
- Pene d'amor perdute (Love's Labour's Lost), regia di Kenneth Branagh (2000)
- Blow Dry, regia di Paddy Breathnach (2001)
- Il diario di Bridget Jones (Bridget Jones's Diary), regia di Sharon Maguire (2001)
- Gosford Park, regia di Robert Altman (2001)
- Killing Me Softly - Uccidimi dolcemente (Killing Me Softly), regia di Chen Kaige (2002)
- Calendar Girls, regia di Nigel Cole (2003)
- Secondhand Lions, regia di Tim McCanlies (2003)
- Il caso Galindez (El misterio Galíndez), regia di Gerardo Herrero (2003)
- I nuovi eroi (Nouvelle-France), regia di Jean Beaudin (2004)
- Man to Man, regia di Régis Wargnier (2005)
- Wah-Wah, regia di Richard E. Grant (2005)
- Nanny McPhee - Tata Matilda (Nanny McPhee), regia di Kirk Jones (2005)
- Harry Potter e il calice di fuoco (Harry Potter and the Goblet of Fire), regia di Mike Newell (2005)
- As You Like It - Come vi piace (As You Like It), regia di Kenneth Branagh (2006)
- Eragon, regia di Stefen Fangmeier (2006)
- Pars vite et reviens tard, regia di Régis Wargnier (2007)
- L'ultima legione (The Last Legion), regia di Doug Lefler (2007)
- Sleuth - Gli insospettabili (Sleuth), regia di Kenneth Branagh (2007)
- Alla ricerca dell'isola di Nim (Nim's Island), regia di Jennifer Flackett e Mark Levin (2008)
- Igor, regia di Tony Leondis (2008)
- Main St. - L'uomo del futuro (Main Street), regia di John Doyle (2010)
- La Ligne droite, regia di Régis Wargnier (2011)
- Thor, regia di Kenneth Branagh (2011)
- L'alba del pianeta delle scimmie (Rise of the Planet of the Apes), regia di Rupert Wyatt (2011)
- Sir Billi, regia di Sascha Hartmann (2012)
- Ribelle - The Brave (Brave), regia di Mark Andrews, Brenda Chapman e Steve Purcell (2012)
- Jack Ryan - L'iniziazione (Jack Ryan: Shadow Recruit), regia di Kenneth Branagh (2014)
- Cenerentola (Cinderella), regia di Kenneth Branagh (2015)
- Whisky Galore, regia di Gillies MacKinnon (2016)
- A United Kingdom - L'amore che ha cambiato la storia (A United Kingdom), regia di Amma Asante (2016)
- Emoji - Accendi le emozioni (The Emoji Movie), regia di Tony Leondis (2017)
- Assassinio sull'Orient Express (Murder on the Orient Express), regia di Kenneth Branagh (2017)
- Sgt. Stubby: An American Hero, regia di Richard Lanni (2018)
- Casa Shakespeare (All Is True), regia di Kenneth Branagh (2018)
- Artemis Fowl, regia di Kenneth Branagh (2020)
- Belfast, regia di Kenneth Branagh (2021)
- Assassinio sul Nilo (Death on the Nile), regia di Kenneth Branagh (2022)